# Mecz piłkarski Polska – ZSRR (1957)
Mecz piłkarski Polska – ZSRR – mecz eliminacyjny do mistrzostw świata 1958 (grupy 6), rozegrany 20 października 1957 o godz. 12:00 na Stadionie Śląskim w Chorzowie, pomiędzy reprezentacjami Polski i ZSRR, który z trybun obejrzało 93 000 widzów. Z uwagi na ówczesną sytuację polityczną spotkanie to uchodzi za jedno z najważniejszych w historii polskiej drużyny narodowej.

## Tło
Zdecydowanym faworytem pojedynku był ZSRR, ówczesny mistrz olimpijski, który w pierwszym meczu pomiędzy tymi zespołami - rozegranym 23 czerwca 1957 na Stadionie Łużniki w Moskwie - zwyciężył aż 3:0. Selekcjoner kadry Polski Henryk Reyman nie miał decydującego wpływu na wybór zawodników, gdyż na kilka tygodni przed rozegraniem spotkania PZPN odwołał dwóch jego poprzedników: Ryszarda Koncewicza i Józefa Ziemiana.
Mecz miał przede wszystkim wymiar polityczny, gdyż Polska była pod dominacją ZSRR. Odbył się rok po obradach VIII Plenum KC PZPR, na którym ówczesny I sekretarz KC PZPR Władysław Gomułka przedstawił program potępiający stalinizm i kult ZSRR oraz podkreślił potrzebę oparcia stosunków polsko-radzieckich na zasadach suwerenności i równouprawnienia. Pojedynek miał być rewanżem za agresję ZSRR na Polskę w 1939 r., wprowadzenie stalinizmu, a także wydarzenia w krajach będących pod wpływem ZSRR w 1956 r.: Poznański Czerwiec oraz powstanie węgierskie, w wyniku czego niechęć do przeciwników narastała
Przed meczem tabela grupy 6 przedstawiała się następująco:
| Lp. | Drużyna   | M | Z | R | P | Bramki | Bramki | +/− | Pkt |
| --- | --------- | - | - | - | - | ------ | ------ | --- | --- |
| 1.  | ZSRR      | 3 | 3 | 0 | 0 | 15     | 1      | +14 | 6   |
| 2.  | Polska    | 2 | 1 | 0 | 1 | 3      | 4      | −1  | 2   |
| 3.  | Finlandia | 3 | 0 | 0 | 3 | 2      | 15     | −13 | 0   |

## Mecz

### Przebieg
Sędzią głównym spotkania był Anglik Clough John Harold. Mimo mglistej i deszczowej pogody na trybunach pojawiło się 93 000 widzów. Nieco zszokowani głośnym odśpiewaniem przez kibiców Mazurka Dąbrowskiego, obrońcy drużyny Sbornej od samego początku grali nierówno. W 43. minucie wykorzystał to Henryk Kempny, który zauważywszy na wolnej pozycji Gerarda Cieślika, przedłużył kierowane do niego podanie Lucjana Brychczego, a Cieślik z bliskiej odległości pokonał bramkarza Lwa Jaszyna, zdobywając gola na 1:0. W 50. minucie Brychczy dośrodkował do Cieślika, który strzałem głową podwyższył wynik na 2:0. W 79. minucie kontaktowego gola na 2:1 zdobył Walentin Iwanow.

### Szczegóły
| 20 października 1957 12:00 | Polska · Cieślik 43', 50' | 2:11:0Raport | ZSRR · 79' Iwanow | Stadion Śląski, Chorzów Widzów: 93 000 Sędzia: Clough John Harold |
|                            |                           |              |                   |                                                                   |

| Polska | ZSRR |

| BR            | 1  | Edward Szymkowiak |
| OB            | 2  | Stefan Florenski  |
| OB            | 3  | Roman Korynt      |
| OB            | 4  | Jerzy Woźniak     |
| PO            | 5  | Ginter Gawlik     |
| PO            | 6  | Edmund Zientara   |
| NA            | 8  | Lucjan Brychczy   |
| NA            | 10 | Gerard Cieślik    |
| NA            | 7  | Edward Jankowski  |
| NA            | 9  | Henryk Kempny     |
| NA            | 11 | Roman Lentner     |
| Trener:       |    |                   |
| Tadeusz Foryś |    |                   |

| BR               | 1  | Lew Jaszyn         |
| OB               | 2  | Michaił Ogońkow    |
| OB               | 3  | Anatolij Maslonkin |
| OB               | 4  | Boris Kuzniecow    |
| PO               | 5  | Aleksiej Paramonow |
| PO               | 6  | Igor Netto         |
| NA               | 8  | Walentin Iwanow    |
| NA               | 10 | Eduard Strielcow   |
| NA               | 7  | Anatolij Isajew    |
| NA               | 9  | Nikita Simonian    |
| NA               | 11 | Anatolij Iljin     |
| Trener:          |    |                    |
| Gawriił Kaczalin |    |                    |

## Po meczu
Spotkanie zakończyło się zwycięstwem „Biało-Czerwonych” 2:1. Dla „Sbornej” był to ostatni pojedynek fazy grupowej kwalifikacji, natomiast Polacy 3 listopada 1957 kończyli eliminacje na Stadionie Dziesięciolecia w Warszawie bojem z Finlandią, wygrywając 4:0. Zrównali się tym samym z ZSRR liczbą punktów w tabeli grupy 6 (po 6 „oczek”), zatem konieczny do wyłonienia zwycięzcy grupy był mecz dodatkowy pomiędzy tymi drużynami, który odbył się 24 listopada 1957 na Zentralstadionie w Lipsku. Arbitrem głównym był ponownie Clough John Harold. Mecz zakończył się zwycięstwem „Sbornej” 2:0, która tym samym awansowała do mistrzostw świata 1958 w Szwecji.